# جزیره ریمائو
جزیره ریمائو (انگلیسی: Rimau Island) یک جزیره بسیار کوچک در ناحیه جنوب غربی جزیره پنانگ، ایالت پنانگ، مالزی است که دور از ساحل جنوبی جزیره پنانگ واقع شده است. این جزیره که در فاصله ای حدود ۸۳۲ متر (۰٫۵۱۷ مایل) از رأس جنوب شرقی جزیره پنانگ قرار دارد، خالی از سکنه بوده و در حال حاضر سرای یک فانوس دریایی در حال فعالیت است که در سال ۱۸۸۵ توسط بریتانیا ساخته شده بود. این فانوس دریایی ویژه، یک برج استوانه ای چدنی با درازای ۱۷ متر (۵۶فوت)، همراه با یک فانوس و گالری است، هم چنین یک خانه یک طبقه برای فانوس دار، که همانند یک نشان فرست برای کشتی‌هایی که از سمت جنوب وارد تنگه پنانگ می‌شوند، خدمت می‌کند.